# Syrrhopeus agelastoides
Syrrhopeus agelastoides là một loài bọ cánh cứng trong họ Cerambycidae.